# برجانی
برجانی (به لاتین: Brezhani) یک منطقهٔ مسکونی در بلغارستان است که در شهرستان سیمیتلی واقع شده‌است.